# Klara Stuburić
Klara Stuburić (* 10. Oktober 1975) ist eine ehemalige kroatische Fußballspielerin.
Sie kam zu ihren einzigen Einsatz für Kroatien am 18. April 1996 gegen England. Dieses Spiel ging mit 0:2 Toren in Osijek verloren. Weitere Berufungen folgten danach nicht mehr. Stationen auf Vereinsebene sind bisher nicht bekannt.